# 18비트 컴퓨팅
컴퓨터 구조론에서, 18비트 인티저, 주소 공간, 또는 다른 데이터 단위는 최대 18비트 (2.25 옥텟) 크기인 것을 말한다. 또한 18비트 CPU와 ALU 구조는 18비트 크기의 레지스터, 어드레스 버스 또는 데이터 버스를 기반으로 하는 것을 말한다. 
18개의 이진 숫자는 262,144개(1000000 팔진법, 40000 십육진법)의 고유한 조합을 갖는다.
18비트는 1960년대에 소형 컴퓨터에 일반적으로 사용되던 워드 크기였으며, 당시 대형 컴퓨터는 일반적으로 36비트 워드와 6비트 문자 세트를 사용했으며, 때로는 BCD 확장으로 구현되기도 했다. 또한 1940년대에 18비트 텔레타이프가 실험되기도 했다.

## 예시 컴퓨터 아키텍처
가장 잘 알려진 18비트 컴퓨터 아키텍처는 디지털 이큅먼트 코퍼레이션이 1960년부터 1975년까지 생산한 PDP-1, PDP-4, PDP-7, PDP-9, PDP-15 미니컴퓨터일 것이다. 디지털의 PDP-10은 36비트 워드를 사용했지만 18비트 주소를 가졌다.
레밍턴 랜드의 유니박 사업부는 유니박 418과 여러 군사 시스템을 포함한 여러 18비트 컴퓨터를 생산했다.
IBM은 1963년 12월 2일 IBM 7700 데이터 획득 시스템을 발표했다.
BCL 몰레큘러 18은 1970년대와 1980년대에 영국에서 설계 및 제조된 시스템 그룹이었다.
미국 항공 우주국 표준 우주선 컴퓨터 NSSC-1은 1974년 고더드 우주 비행 센터(GSFC)에서 다중 임무 모듈 우주선의 표준 구성 요소로 개발되었다.
최초의 실험적인 전자교환기에 사용된 플라잉-스팟 스토어 디지털 메모리는 9개의 광학 메모리 플레이트를 사용했는데, 이 플레이트는 한 번에 2비트씩 읽고 써서 18비트의 워드 크기를 생성했다.

## 문자 인코딩
18비트 기계는 다양한 문자 인코딩을 사용한다.
DEC Radix-50은 Radix 508 형식으로 불리며, 각 18비트 워드에 3개의 문자와 2개의 비트를 압축한다.
텔레타이프는 각 18비트 워드에 3개의 문자를 압축한다. 각 문자는 5비트 보도 부호와 대문자 비트이다.
DEC SIXBIT 형식은 각 18비트 워드에 3개의 문자를 압축하며, 각 6비트 문자는 7비트 ASCII 코드에서 상위 비트를 제거하여 얻으며, 소문자를 대문자로 변환한다.

## 더 읽어보기
- 디지털 컴퓨팅 타임라인: 18비트 아키텍처
- DEC의 18비트 컴퓨터에서 아키텍처의 진화, 밥 서프닉, 2006.